# 蔡友土
蔡友土（1932年3月19日—2016年），中華民國（台灣）政治人物，曾代表中國國民黨在農民團體當選為第一屆第一、二、三、四、五、六次增額立法委員，復以全國不分區當選為第二屆立法委員。
2016年，蔡友土逝世，總統府明令褒揚。